# Lepidocolaptes
Lepidocolaptes é um género de ave da subfamília Dendrocolaptinae.
Este género contém as seguintes espécies:
- Lepidocolaptes leucogaster
- Arapaçu-listrado, Lepidocolaptes souleyetii
- Arapaçu-de-cerrado, Lepidocolaptes angustirostris
- Lepidocolaptes affinis
- Arapaçu-escamado, Lepidocolaptes squamatus
- Lepidocolaptes fuscus
- Arapaçu-de-listras-brancas, Lepidocolaptes albolineatus